# Rosalinda
Rosalinda  è un nome proprio di persona italiano femminile.

## Varianti
- Femminili: Rosalina[3]
  - Ipocoristici: Linda
- Maschili: Rosalindo[2], Rosolindo[2]

### Varianti in altre lingue
- Francese: Roseline[1], Roselyne[1]
- Germanico: Roslindis[1][2]
- Inglese: Rosalind[1][5], Rosaline[1][5], Rosalina[5], Rosalin[1], Rosalyn[1][5], Rosalyne[5], Rosalynne[1], Roselyn[1], Roslyn[1], Rosaleen[1][5]
  - Ipocoristici: Ros[1][5], Roz[1][5]
- Irlandese: Rosaleen[1]
- Polacco: Rozalinda
- Portoghese: Rosalina[1]
  - Ipocoristici: Lina[1]
- Spagnolo: Rosalinda[1][5], Rosalina[1]
- Tedesco: Rosalinde[2]
- Ungherese: Rozalinda

## Origine e diffusione
Si tratta di un nome germanico, documentato dall'VIII secolo nella forma Roslindis; come la maggioranza dei nomi germanici è composto da due radici: la prima potrebbe essere hros ("cavallo") oppure hroth ("gloria"), la seconda linta ("tiglio", in genere inteso come "scudo di legno di tiglio"), lind ("morbido", "gentile") o linde ("serpente"), oppure potrebbe essere il semplice suffisso diminutivo -lin. I nomi germanici in genere non hanno un significato unitario; ciononostante Rosalinda vengono talvolta proposti significati comecome "scudo che dà la gloria" o "difesa del cavallo". 
Va notato comunque che questo nome può anche risultare dalla combinazione di Rosa e Linda; allo stesso modo, anche la variante "Rosalina" può anche essere un composto di Rosa e Lina, oppure può derivare da Rosalia.
Il nome venne portato in Spagna dai Goti, mentre in Inghilterra giunse con la conquista normanna, senza però diventare comune, e durante il Medioevo il suo spelling venne alterato per associazione con l'espressione latina rosa linda, "rosa bella" (come accadde anche per il nome Rosmunda). 
Il nome venne impiegato da Edmund Spenser in alcune poesie e da Thomas Lodge nel suo romanzo Rosalynde: quest'ultimo venne scelto da Shakespeare come base per la commedia del 1599 Come vi piace, che ebbe grande successo e promosse la diffusione del nome; dalla protagonista dell'opera shakespeariana prende il nome un satellite di Urano, Rosalinda. Shakespeare fece uso anche della variante Rosaline ("Rosalina" in italiano), che appare in Pene d'amor perdute e in Romeo e Giulietta), mentre la forma Rosaleen venne usata da James Clarence Mangan per tradurre l'irlandese Róisín nel poema Dark Rosaleen.
In Italia è giunto nel corso dell'Ottocento, per moda inglese e tedesca ma soprattutto grazie a personaggio teatrale; negli anni 1970, si contavano circa cinquemila occorrenze del nome, comuni soprattutto al Nord e sempre più rare scendendo lungo la penisola.

## Onomastico
L'onomastico si può festeggiare il 17 gennaio in memoria della beata (o santa) Roselina o Rosalinda, religiosa certosina a Celle-Roubaud, presso Les Arcs-sur-Argens.

## Persone

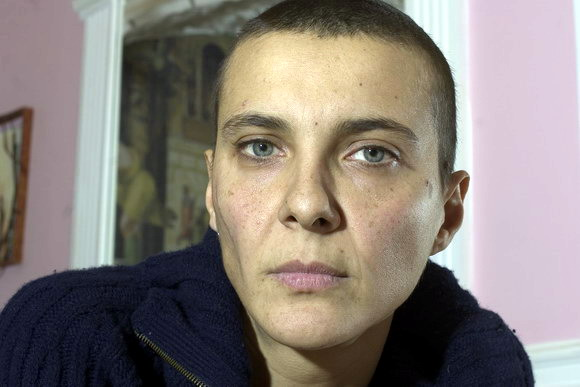
Rosalinda Celentano

- Rosalinda Cannavò, attrice italiana
- Rosalinda Celentano, attrice e cantante italiana
- Rosalinda Galli, doppiatrice italiana

### Variante Rosalind

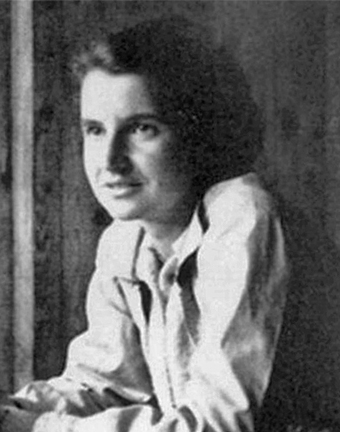
Rosalind Franklin

- Rosalind Bingham, nobildonna irlandese
- Rosalind Cash, attrice statunitense
- Rosalind Chao, attrice statunitense
- Rosalind Franklin, chimica, biochimica e cristallografa britannica
- Rosalind Howard, nobildonna inglese
- Rosalind Ivan, attrice e sceneggiatrice inglese
- Rosalind Krauss, critica d'arte statunitense
- Rosalind Picard, imprenditrice e informatica statunitense
- Rosalind Plowright, mezzosoprano e attrice britannica
- Rosalind Russell, attrice statunitense

### Variante Rosalyn

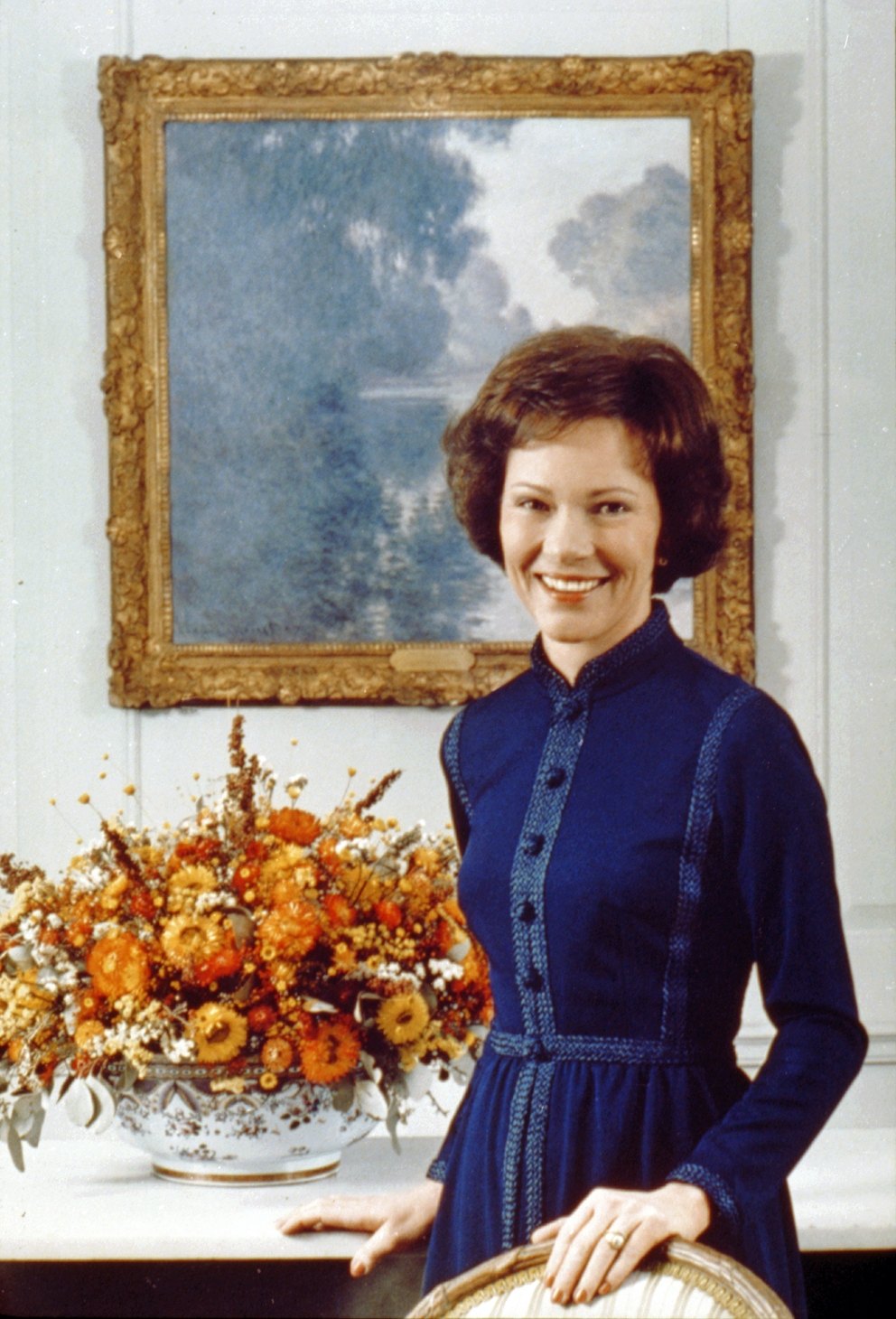
Rosalynn Carter

- Rosalyn Fairbank, tennista sudafricana
- Rosalyn Terborg-Penn, scrittrice e storica statunitense
- Rosalyn Tureck, pianista e clavicembalista statunitense
- Rosalyn Yalow, biofisica statunitense

### Altre varianti
- Roselyne Bachelot, politica francese
- Rosalynn Carter, first lady statunitense
- Rosalina Neri, attrice e cantante lirica italiana
- Rosaleen Norton, artista e occultista australiana
- Roselyn Sánchez, attrice e modella portoricana

## Il nome nelle arti
- Rosalinda è un personaggio della serie di videogiochi Mario.
- Rosalinda è un personaggio dell'opera di William Shakespeare Come vi piace.
- Rosalinde è un personaggio dell'opera di Johann Strauss II Il pipistrello, da cui prende il nome l'asteroide 900 Rosalinde.
- Rosalina è un personaggio dell'opera di Shakespeare Pene d'amor perdute.
- Rosalina Capuleti è un personaggio dell'opera di Shakespeare Romeo e Giulietta.
- Rosalinda Pérez Romero è la protagonista della telenovela messicana Rosalinda